# Атиа
Атиа (англ. Athea; ирл. Áth an tSléibhe, Ах-ан-Тлеве) — деревня в Ирландии, находится в графстве Лимерик (провинция Манстер).

## Демография
Население — 377 человек (по переписи 2006 года). В 2002 году население составляло 410 человек.
Данные переписи 2006 года:
| Общие демографические показатели |               |                               |                               |      |      |
| Всё население                    | Всё население | Изменения населения 2002—2006 | Изменения населения 2002—2006 | 2006 | 2006 |
| 2002                             | 2006          | чел.                          | %                             | муж. | жен. |
| 410                              | 377           | −33                           | −8                            | 180  | 197  |